# The Warlords
The Warlords (Brasil: Os Senhores da Guerra / Portugal: Senhores de Guerra) é um filme chinês de 2007, dos gênero drama e épico, o longa é dirigido por Peter Chan e estrelado por Jet Li, Andy Lau e Takeshi Kaneshiro.

## Sinopse
A China enfrenta um caos deflagrado pela Guerra Civil da qual emergem três homens que poderiam tirar o país da beira do precipício: o general Pang (Jet Li) e dois bandidos. Pang é o único sobrevivente de um violento confronto com os rebeldes que, depois de ser levado por uma bela mulher, salva a vida de um dos bandidos. Os três homens descobrem que são irmãos de sangue e embarcam em uma missão para livrar sua terra de rebeldes de uma vez por todas.

## Elenco
- Jet Li - Pang Qingyun
- Andy Lau - Zhao Erhu
- Takeshi Kaneshiro - Jiang Wuyang
- Xu Jinglei - Liansheng

## Produção

### Cachê

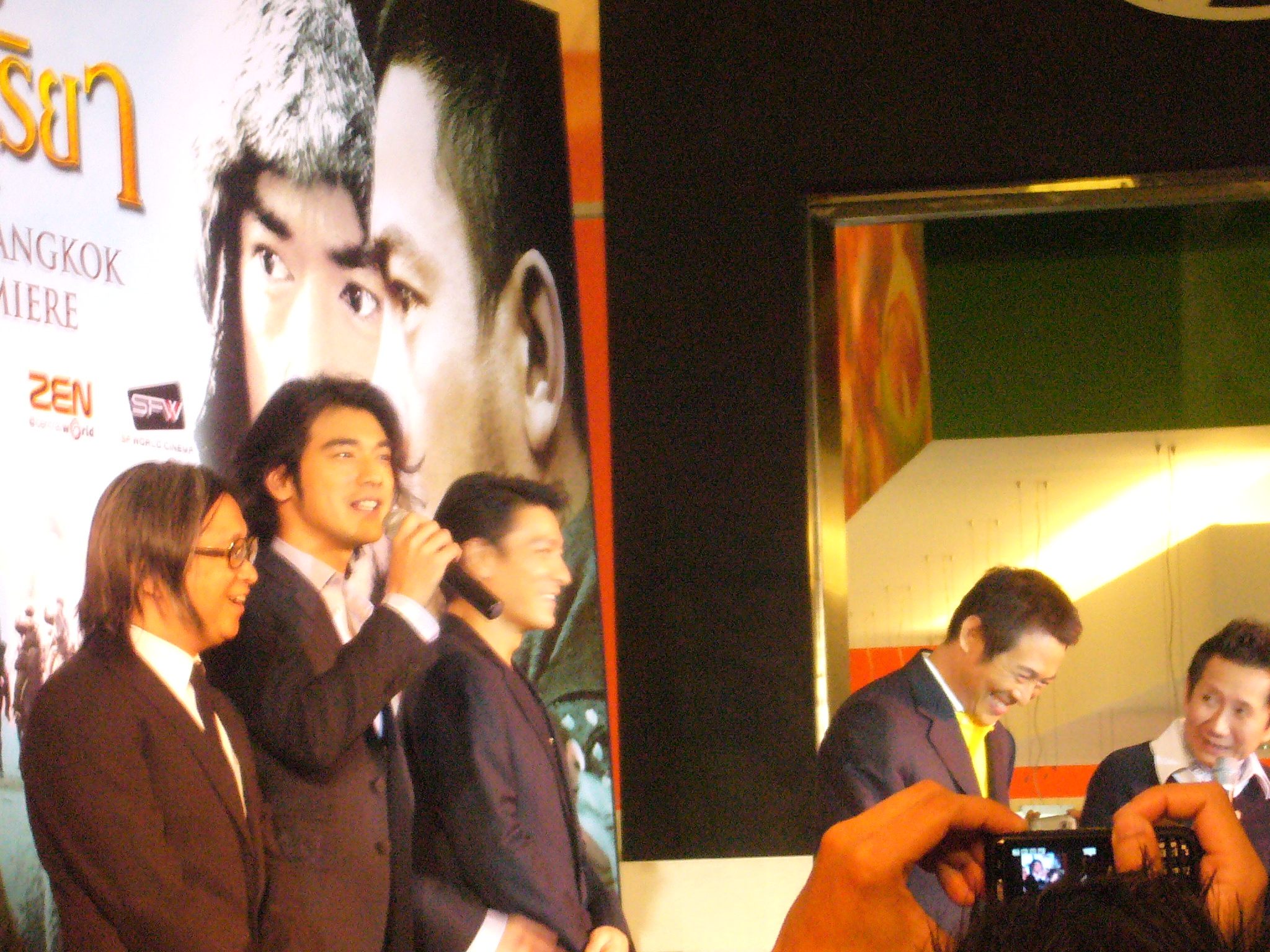
O diretor Peter Chan eos protagonistas Takeshi Kaneshiro, Andy Lau, e Jet Li na premiê do filme na Tailândia.

Jet Li recebeu US$ 15 milhões, enquanto Andy Lau recebeu US$ 6 milhões e Takeshi Kaneshiro recebeu US$ 2 milhões para o filme. O filme tinha um orçamento de US$ 40 milhões. Os produtores explicaram o salário enorme para Jet Li (mais de um terço do orçamento do filme), dizendo que a participação de Li garante uma distribuição internacional para o filme.